# Hangman, hangman!
Hangman, hangman! is een compositie van Leonardo Balada. Het is volgens de componist een tragikomische kameropera. De opdrachtgever voor dit werk was een muziekfestival in Barcelona, geboorteplaats van de componist.  De opera ging dan ook in Barcelona in première op 10 oktober 1982 en kreeg het jaar daarop haar Amerikaanse première. De Verenigde Staten is het tweede thuisland van Balada. Het libretto is van Balada zelf en verscheen in het Engels, Spaans (¡Verdugo, verdugo!) en Catalaans (¡Botxí, botxí!)

## Libretto
Hoofdpersoon in de opera is cowboy Johnny, een nogal dromerig type. Hij heeft uit medelijden een paard gestolen en wordt veroordeeld tot de doodstraf door ophanging. Johnny roept nog een drietal getuigen op:
- zijn moeder, zij ontwikkelt zich echter als een tegenstander van Johnny, al sinds de bevruchting wil haar kind niet deugen;
- zijn vader, die betreurt dat hij nu niet bij zijn zoon kan zijn, hij heeft pech met zijn ezel;
- zijn vriendin; deze zingt een vurig pleidooi voor hem in een aria.

Het mag allemaal niet baten. Vlak voordat het doodsvonnis wordt voltrokken redt een Ierse zakenman met veel geld uiteindelijk Johnny van zijn naderende dood. Het geld blijkt belangrijker te zijn dan de rechtspraak.
Balada schreef deze opera voor een kleine bezetting:
- solisten, koor
- klarinet, fagot, trompet, trombone
- piano
- viool, contrabas